# Heinrich Elsner (Politiker)
Heinrich Elsner (* 18. Juli 1867 in Niedersteine, Landkreis Neurode, Provinz Schlesien; † 15. Februar 1960 in Bad Bevensen, Niedersachsen) war ein deutscher Politiker (Zentrum). Er war Abgeordneter des Preußischen Abgeordnetenhauses zu Zeiten des Kaiserreiches und des Preußischen Landtages in der Weimarer Republik.

## Leben
Elsner besuchte die katholische Volksschule in seinem Geburtsort, später die Präparandenanstalt in Landeck sowie das Lehrerseminar in Habelschwerdt. Anschließend wirkte er als Lehrer in Kieslingswalde, Hausdorf und Volpersdorf, wo er eine eigene Landwirtschaft betrieb.
Am 23. November 1916 wurde Elsner in einer Nachwahl für die Landkreis Neurode-Glatz-Habelschwerdt in das Preußische Abgeordnetenhaus gewählt, dem er als Mitglied bis zum 15. November 1918 angehörte. Im Januar 1919 wurde er für den Wahlkreis 9 (Breslau) in die verfassungsgebende Preußische Landesversammlung und im Februar 1921 für den Wahlkreis 7 (Breslau) in den Preußischen Landtag gewählt. Er gehörte dem Landtag bis 1928 an.
Elsner war zudem Mitglied des katholischen Kirchenvorstandes in Volpersdorf, Brandmeister der Freiwilligen Feuerwehr, Aufsichtsratsmitglied der Provinzial-Genossenschaftskasse für Schlesien sowie Vorstandsmitglied des örtlichen landwirtschaftlichen und Bienenzüchtervereins. 
Am 26. März 1946 wurde Elsner aus Volpersdorf vertrieben und kam zunächst nach Natbergen bei Osnabrück. Er starb 1960 in Bad Bevensen.